# Gruppo di Vienna
Il Gruppo di Vienna (in tedesco Wiener Gruppe) fu un movimento letterario austriaco d'avanguardia, sorto all'inizio degli anni '50 per iniziativa di un gruppo di scrittori e poeti che facevano parte del circolo letterario "The Art-Club" e attivo fino al 1964.
Membri fondatori del gruppo furono H. C. Artmann, Konrad Bayer, Gerhard Rühm, Friedrich Achleitner e Oswald Wiener. La loro intenzione era di abbattere la convenzionalità della letteratura tedesca ispirandosi ai movimenti che il Nazismo aveva tacciato di "degenerazione", vale a dire il surrealismo, il dadaismo, o l'espressionismo, e di giungere a una nuova letteratura attraverso la sperimentazione e lo slancio individualista dei suoi autori. Comune ai suoi membri fu anche la decostruzione del linguaggio, attraverso un uso innovativo dei dialetti, del gergo, dei linguaggi settoriali, dell'ordine sintattico, e finanche dell'uso (o non uso) della punteggiatura.